# 六六経
六六経（ろくろくきょう、巴: Chachakka-sutta, チャチャッカ・スッタ）とは、パーリ仏典経蔵中部に収録されている第148経。六六法経（ろくろくほうきょう）とも。
類似の伝統漢訳経典としては、『中阿含経』（大正蔵26）の第86経「説処経」等がある。
釈迦が、比丘たちに、六処に関する仏法を説く。経名は、六処に関連する項目が六種出てくることに因む。

## 構成

### 登場人物
- 釈迦

### 場面設定
ある時、釈迦はサーヴァッティー（舎衛城）のアナータピンディカ園（祇園精舎）に滞在していた。
釈迦は比丘たちに、
1. 六内処
2. 六外処
3. 六識身
4. 六触身
5. 六受身
6. 六愛身

から成る仏法を説く。
それを聞いて60人の比丘が解脱に至る。

## 内容
六内処, 六外処を挙げていく。

Cakkhāyatanaṃ sotāyatanaṃ ghānāyatanaṃ jivhāyatanaṃ kāyāyatanaṃ manāyatanaṃ. 'Cha ajjhattikāni āyatanāni veditabbānī'ti iti 

眼処、耳処、鼻処、舌処、身処、意処。これら六内処が知られるべきである。
Rūpāyatanaṃ saddāyatanaṃ gandhāyatanaṃ rasāyatanaṃ phoṭṭhabbāyatanaṃ dhammāyatanaṃ. Cha bāhirāni āyatanāni veditabbānī'ti. 

色処、声処、香処、味処、触処、法処。これら六外処が知られるべきである。

六内処と六外処と六識身の結合によって、触（phassa）が発生することを述べる。

Cakkhuñca paṭicca rūpe ca uppajjati cakkhuviññāṇaṃ, tiṇṇaṃ saṅgati phasso. 

眼（Cakkhu）と色（Rupa）によって眼識が生じ、これら三つの結合が、触（phassa）である。

（... 耳,鼻,舌,身,意について同様に説く ...）

これらが最終的には、渇愛、そして苦を引き起こすことを明らかにする。

phassapaccayā vedanā, vedanāpaccayā taṇhā.

触（phassa）によって受（vedanā）が起こる。受によって渇愛（taṇhā）がおこる。
Phassapaccayā uppajjati vedayitaṃ sukhaṃ vā dukkhaṃ vā adukkhamasukhaṃ vā.

触によって、楽、あるいは苦、あるいは不苦不楽の受が生じる（＝三受）。

## 日本語訳
- 『南伝大蔵経・経蔵・中部経典4』（第11巻下） 大蔵出版
- 『パーリ仏典 中部（マッジマニカーヤ）後分五十経篇II』 片山一良訳 大蔵出版
- 『原始仏典 中部経典4』（第7巻） 中村元監修 春秋社